# Erigeron cascadensis
Erigeron cascadensis là một loài thực vật có hoa trong họ Cúc. Loài này được A.Heller mô tả khoa học đầu tiên năm 1900.